# Артенак
Артена́к (фр. Arthenac) — коммуна во Франции, находится в регионе Пуату — Шаранта. Департамент коммуны — Шаранта Приморская. Входит в состав кантона Аршьяк. Округ коммуны — Жонзак.
Код INSEE коммуны — 17020.

## Население
Население коммуны на 2010 год составляло 328 человек.
| 1962 | 1968 | 1975 | 1982 | 1990 | 1999 | 2010 |
| ---- | ---- | ---- | ---- | ---- | ---- | ---- |
| 407  | 398  | 351  | 305  | 331  | 312  | 328  |

## Экономика
В 2010 году среди 202 человек трудоспособного возраста (15—64 лет) 152 были экономически активными, 50 — неактивными (показатель активности — 75,2 %, в 1999 году было 71,6 %). Из 152 активных жителей работали 143 человека (74 мужчины и 69 женщин), безработных было 9 (5 мужчин и 4 женщины). Среди 50 неактивных 11 человек были учениками или студентами, 24 — пенсионерами, 15 были неактивными по другим причинам.